# 支給
| ウィキペディアには「支給」という見出しの百科事典記事はありません（タイトルに「支給」を含むページの一覧/「支給」で始まるページの一覧）。 代わりにウィクショナリーのページ「支給」が役に立つかもしれません。 |